# Daniel Bonade
Daniel Bonade (né le 4 avril 1896 à Genève et décédé le 30 octobre 1976 à Cannes) est un professeur et clarinettiste classique français naturalisé américain. Il est le professeur le plus influent de la première génération de clarinettistes professionnels américains.

## Biographie
Daniel Bonade est né à Genève, en Suisse, le 4 avril 1896. Son père, Louis Bonade, était clarinettiste et avait obtenu le Premier Prix du Conservatoire de Paris en 1870. Sa mère, Esther Poissenot, était pianiste et chanteuse.
Après la mort de son père, Daniel Bonade commence à étudier la clarinette à 8 ans auprès de Ferdinand Capelle. Il étudie ensuite avec Henri Lefèbvre (1867-1923), élève de Cyrille Rose. En 1910, alors qu'il étudie avec Lefèbvre, Daniel Bonade entre au Conservatoire de Paris et en 1913, à l'âge de 18 ans, remporte le Premier Prix,. Après avoir terminé ses études au Conservatoire de Paris, Bonade voyage aux États-Unis avec l'orchestre de la Garde républicaine en 1915. Il retourne en 1916 en indépendant avec les Ballets Russes sous la direction de Pierre Monteux et Ernest Ansermet, le Sousa Band et d'autres groupes.
En décembre 1916, Bonade se voit offrir le poste de clarinette solo de l'Orchestre de Philadelphie sous la direction de Leopold Stokowski. Il est naturalisé comme citoyen américain en 1920. Bonade reste avec l'Orchestre de Philadelphie jusqu'en 1922, date à laquelle il prend un congé de deux ans en raison de négociations salariales. Il y retourne en 1924 puis le quitte en 1930 parce qu'il pensait que l'orchestre n'allait pas survivre au krach boursier.
Bonade prend un poste avec le Columbia Broadcasting Orchestra jusqu'en 1933 sous la direction de Howard Barlow, date à laquelle il a été nommé au poste de première clarinette de l'orchestre symphonique de Cleveland. Il reste avec l'Orchestre de Cleveland de 1933 à 1941 sous la direction d'Artur Rodziński. Après son séjour à Cleveland, Bonade part en tournée avec le NBC Symphony Orchestra sous la direction d'Arturo Toscanini. La carrière de musicien de Bonade a été interrompue par une crise cardiaque lorsque les médecins lui ont conseillé d'arrêter.
Bonade consacre dès lors son temps à l'enseignement de la clarinette et à des concerts sans enjeu. Bonade et sa femme prennent leur retraite en France où il est mort à Cannes le 30 octobre 1976.

## Enseignement
Daniel Bonade est considéré comme l'un des plus grands professeurs de clarinette de son temps. Bonade a enseigné au Curtis Institute of Music de 1924 à 1940, à l'Institut de musique de Cleveland (en) de 1933 à 1942 et à la Juilliard School de 1948 à 1960. Bonade a continué à enseigner en privé jusqu'à sa mort.
Bonade a eu de nombreux étudiants qui ont réussi leur carrière. Beaucoup d'entre eux ont tenu des postes importants dans des orchestres ou des postes d'enseignement prestigieux. Parmi ses étudiants américains, on note :
- Robert McGinnis - Orchestre de Philadelphie, orchestre philharmonique de New York
- Anthony Gigliotti (en) - Orchestre de Philadelphie
- Robert Marcellus (en) - Orchestre de Cleveland
- Richard Joiner (en) - Colorado Symphony, National Symphony Orchestra, The President's Own
- Emil Schmachtenberg - Orchestre symphonique de Cincinnati
- Mitchell Lurie - Orchestre symphonique de Pittsburgh, orchestre symphonique de Chicago
- Bernard Portnoy - Orchestre de Cleveland, Orchestre de Philadelphie
- David Weber - New York City Ballet, Orchestre symphonique de CBS, Juilliard School of Music
- Clark Brody - Orchestre symphonique de Chicago
- Robert Listokin - Radio City Orchestra, Symphony of the Air Orchestra

## Instruments et matériel
Daniel Bonade a joué sur des clarinettes Henri Selmer Paris au début de sa carrière jusqu'à la mort d'Henry Lefebvre; il a alors reçu et joué les clarinettes Buffet Crampon que Lefebvre avait héritées de Cyrille Rose. Bonade a utilisé ces instruments jusqu'en 1955, date à laquelle il signe un contrat avec Leblanc Corporation USA et fait la promotion du modèle de clarinette Symphony 3.
En 1957, Bonade a déposé un brevet d'invention pour une ligature en métal qui est encore utilisée par de nombreux professionnels aujourd'hui. Divers modèles de ligature Bonade sont toujours fabriqués par  la maison Hérouard & Bénard à Ézy-sur-Eure. Des becs de clarinette et des anches ont également été commercialisés sous son nom.

## Publications
- (en) Daniel Bonade, « The Art of Slurring », The Clarinet,‎ été 1951 (lire en ligne)
- (en) Daniel Bonade, Sixteen Phrasing Studies for Clarinet, Leblanc publications Inc., 1er janvier 1952 (lire en ligne) d'après « 32 Etudes pour clarinette d'après Ferling », de Cyrille Rose.
- (en) Daniel Bonade, « Playing in Tune », The Clarinet,‎ hiver 1954 (lire en ligne)
- (en) Daniel Bonade, Breaking in Reeds
- (en) Daniel Bonade, Clarinetist's Compendium, G. Leblanc Corporation, 1960, 17 p. (lire en ligne).
- (en) Daniel Bonade, Bonade Orchestra Studies for Clarinet Paperback, Leblanc publications Inc., 1er janvier 1967, 103 p..
- (en) Sixteen Grands Solos De Concert, for clarinet and piano: Arr. Daniel Bonade, Southern Music Company, 1968 (ISBN 9781581060560).

## Enregistrements
- Legacy of Daniel Bonade, Clarinetist (1896-1976), Philadelphia Orchestra Solo clarinet & teacher of great clarinetists (Boston Records, BR1408)
  - Daniel Bonade, Victor Symphony Orchestra (recorded 1923-25)
  - Daniel Bonade, Philadelphia Orchestra (recorded 1925-29)
  - Daniel Bonade, Cleveland Orchestra (recorded 1935-41)
  - Daniel Bonade, RCA Victor Orchestra with Jan Peerce, tenor (recorded 1947)
- French American School, educational records (LP)